# Leptodactylus labyrinthicus
Leptodactylus labyrinthicus és una espècie de granota que viu a l'Argentina, Bolívia, el Brasil, el Paraguai i Veneçuela.